# Шундровська Ірина Геннадіївна
Ірина Геннадіївна Шундровська (нар. 13 червня 1988) — українська футболістка, півзахисниця.

## Життєпис
Футбольну кар'єру розпочала в клубі «Арсеналі» (Харків). У Вищій лізі чемпіонату України дебютувала в 2000 році. У дебютному для себе сезоні на професіональному рівні в чемпіонаті України зіграла 2 матчі. У команді перебувала протягом чотирьох сезонів, з 2000 по 2002 рік провела 10 матчів у чемпіонаті України, в яких відзначилася 1 голом. У сезоні 2003 року перебувала в заявці команди на сезон, проте на поле в офіційних матчах не виходила. Для отримання стабільної ігрової практики юна півзахисниця залишила харківський клуб. У 2004 році виступала в полтавському «Колосі» (11 матчів, 1 гол), а в 2005 році — сумського «Спартака».
У 2006 році повернулася до «Житлобуду-1». У харківському клубі відіграла 7 сезонів, за цей час 4 рази вигравала чемпіонат України та 5 разів кубок країни. Брала участь у трьох розіграшах жіночої Ліги чемпіонів. Єдиним голми в цьому турнірі відзначилася 11 серпня 2012 року на 9 та 50-й хвилинах переможного (14:1) поєдинку 1-о туру проти «Ади». Ірина вийшла на поле в стартовому складі, а на 75-й хвилині її замінила Ганна Мозольська. У Лізі чемпіонів загалом зіграла 7 матчів, відзначилася 2-а голами. У чемпіонаті України зіграла 77 матчів, в яких відзначилася 29-а голами. У 2013 році перебувала в заявці харківського клубу на сезон, але на поле в офіційних матчах не виходила. По завершенні сезону 2013 року закінчила футбольну кар'єра.

## Досягнення
«Харків-Кондиціонер»/«Житлобуд-1»
- Вища ліга чемпіонату України
  -  Чемпіон (4): 2006, 2008, 2011, 2012
  -  Срібний призер (4): 2002, 2007, 2009, 2010

- Кубок України
  -  Володар (5): 2006, 2007, 2008, 2010, 2011
  -  Фіналіст (2): 2002, 2009